# Ford Orion
Ford Orion je podaljšana verzija avtomobila Ford Escort.